# رریتن، نیوجرسی
رریتن (به انگلیسی: Raritan) یک منطقهٔ مسکونی در ایالات متحده آمریکا است که در شهرستان سامرست، نیوجرسی واقع شده‌است. رریتن ۵٫۲۷۶ کیلومتر مربع مساحت و ۶٬۸۸۱ نفر جمعیت دارد و ۳۸٫۱ متر بالاتر از سطح دریا قرار دارد.